# Gaspanna
Gaspanna är en gaseldad värmepanna som värmer kallvatten till varmvatten, såväl värmevatten som tappvarmvatten. Gasen som används som bränsle är stadsgas eller naturgas, vilka numera är i princip desamma.